# Massariosphaeria multiseptata
Massariosphaeria multiseptata är en svampart som först beskrevs av Karl Starbäck, och fick sitt nu gällande namn av Crivelli 1983. Enligt Catalogue of Life ingår Massariosphaeria multiseptata i släktet Massariosphaeria, ordningen Pleosporales, klassen Dothideomycetes, divisionen sporsäcksvampar och riket svampar, men enligt Dyntaxa är tillhörigheten istället släktet Massariosphaeria, familjen Lophiostomataceae, ordningen Pleosporales, klassen Dothideomycetes, divisionen sporsäcksvampar och riket svampar. Arten är reproducerande i Sverige. Inga underarter finns listade i Catalogue of Life.